# Deutsche Akademische Freischar
Die Deutsche Akademische Freischar war ein Verband reformierter Studentenverbindungen mit Einfluss auf die frühe Jugendbewegung.

## Geschichte

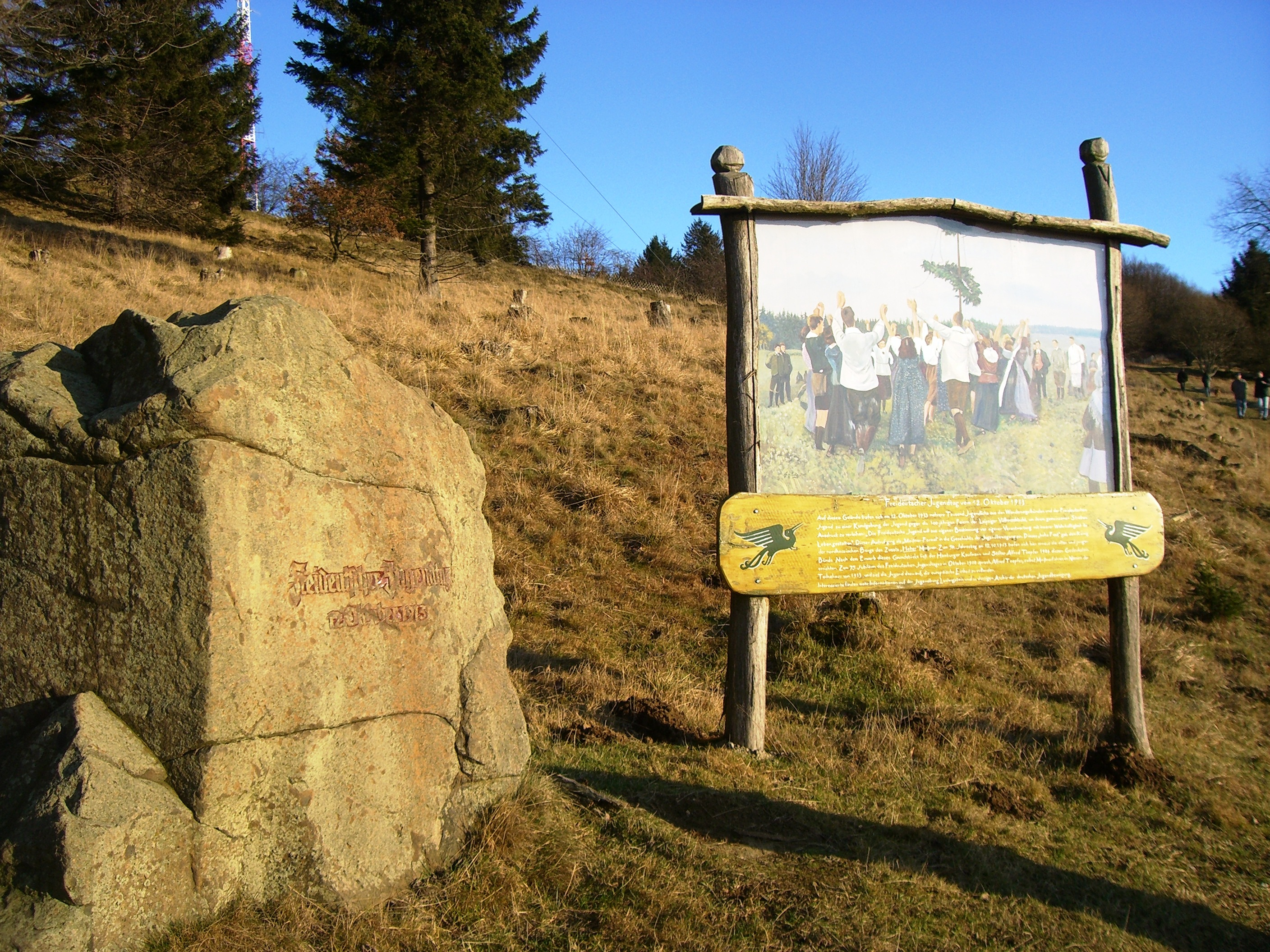
Nahe dem Meißnerhaus: Gedenkstein und Informationstafel erinnern an den Ersten Freideutschen Jugendtag 1913.

Die Akademische Freischar zu Göttingen wurde im Jahr 1907 vom Medizinstudenten Knud Ahlborn und seinem Wanderfreund Hans Harbeck in Göttingen gegründet. Beide entstammten dem Hamburger Wanderverein und so gingen die ersten Überlegungen dahin, die neue Studentenverbindung Akademischer Wanderverein zu nennen. Doch letztlich entschied man sich für den kämpferischen Namensbestandteil Freischar, schließlich beschrieb man sich in der Gründungsurkunde vom 19. Februar 1907 als „Kampfbund zur Reform des Deutschen Studententums“. Alsbald gründeten sich auch an anderen Studienorten, in Anlehnung an die Freischaren der Befreiungskriege von 1813, akademische Freischaren. Diese verstanden sich als Alternative zu den bestehenden Studentenverbindungen. 1908 schlossen sich die verschiedenen Freischaren zum Bund Akademischer Freischaren zusammen, aus dem letztlich die Deutsche Akademische Freischar hervorging. Der Bund gab mit dem Deutschen Studenten kurzfristig eine Monatsschrift für das „moderne Studententum“ heraus. Als reformierte Studentenverbindung war es auch Frauen möglich Mitglied der Freischar zu werden. Zudem lehnten die sogenannten „Freischärler“ das sonst in Studentenkreisen übliche ritualisierte Trinken und das Duellieren ab. Die Deutsche Akademische Freischar war Mitbegründer der Freideutschen Jugend sowie Ideengeber und Mitausrichter des Ersten Freideutschen Jugendtages auf dem Hohen Meißner im Oktober 1913.
In der Festschrift zur Jahrhundertfeier auf dem Hohen Meißner wird ein Ideal des Bundes wie folgt beschrieben: 

„Alle Veranstaltungen der Freischar haben Gesundheit und Schönheit zum obersten Gesetz.“

An gleicher Stelle steht zur Ausrichtung des Verbandes geschrieben: 

„Natürlich übt die Freischar auf ihre Mitglieder keinerlei Gewissenszwang aus. Insbesondere schreibt sie ihnen keine bestimmte religiöse oder politische Anschauung vor. Sie gewährt dem einzelnen volles Recht der freien Meinungsäußerung.“

Die Deutsche Akademische Freischar setzte ihr Bundesleben nach dem Ersten Weltkrieg fort.

## Bekannte Mitglieder
- Knud Ahlborn – Arzt
- Karl Bittel – Historiker und Journalist
- Elisabeth Blochmann – Pädagogin
- Max Bondy – Gründer der Schulgemeinden Gandersheim und Marienau
- Walter Christaller – Geograph und Begründer der Theorie der zentralen Orte
- August Wilhelm Fehling – Kurator der Universität Kiel
- Gerhard Lütkens – Diplomat und Politiker
- Carl Rothe – Literat und Kulturfunktionär
- Christian Schneehagen – Mitorganisator des Ersten Freideutschen Jugendtages
- Kurt Vermehren – Rechtsanwalt
- Paul Vogler – Arzt
- Erich Weniger – Pädagoge